# Jessica Jones (sèrie de televisió)
Marvel's Jessica Jones, o simplement Jessica Jones, és una sèrie de televisió estatunidenca de Melissa Rosenberg creada per a Netflix, i que està basada en el personatge de Marvel Comics del mateix nom. Té lloc al Marvel Cinematic Universe (MCU), compartint continuïtat amb les pel·lícules del mateix univers, i és la segona sèrie Marvel que va conduir fins a la minisèrie i crossover The Defenders. La sèrie està produïda per Marvel Television en associació amb ABC Studios i Tall Girls Productions, amb Rosenberg fent de showrunner. Scott Reynolds va ser el co-showrunner per a la tercera temporada.
Krysten Ritter fa de Jessica Jones, una ex-superheroïna que obri la seua pròpia agència de detectius. Rachael Taylor, Eka Darville, i Carrie-Anne Moss també hi apareixen, amb Mike Colter, Wil Traval, Erin Moriarty, i David Tennant participant en la primera temporada, amb J.R. Ramirez, Terry Chen, Leah Gibson i Janet McTeer participant de la segona, i amb Benjamin Walker, Sarita Choudhury, Jeremy Bobb, i Tiffany Mack unint-se per a la tercera.
Una versió de la sèrie va estar desenvolupada en principi per Rosenberg per a l'ABC el 2010, però la cadena no la va voler. A finals de 2013 Rosenberg va estar redefinint la sèrie per a Netflix amb el títol A.K.A. Jessica Jones. Ritter va signar com a Jones el desembre de 2014. Jessica Jones està filmada a Nova York, en àrees que encara semblen com el vell Hell's Kitchen.
Tots els episodis de la primera temporada es van estrenar el 20 de novembre de 2015. La sèrie va rebre crítiques positives, amb els crítics destacant les actuacions de Ritter i Tennant i també el to noir, l'aproximació a la sexualitat, i la representació de temes foscos com la violació, l'abús i el trastorn per estrès posttraumàtic (TEPT). El gener de 2016 Netflix va renovar Jessica Jones per a una segona temporada; amb el rodatge començant l'abril de 2017 i acabant el setembre de 2017. La segona temporada va ser publicada el 8 de març de 2018, i una tercera temporada va ser encarregada el 12 d'abril de 2018, sent estrenada el 14 de juny de 2019. El 18 de febrer de 2019, Netflix va cancel·lar la sèrie; fent de la tercera temporada l'última.